# The Matrix (equipo de producción)
The Matrix es un equipo de producción musical. Sus miembros son Scott Spock, Lauren Christy y Graham Edwards. Sus producciones han ganado fama a comienzos del 2000 debido a sus trabajos con artistas como Avril Lavigne, Britney Spears, Off By One, Busted, Son Of Dork, Korn y Hilary Duff. Pronto fundaron su propia discográfica Let's Hear It Records y esperan el lanzamiento de un álbum con su primera artista Lindsay Pagano.
Fueron nominados en 7 ocasiones a los Grammy por su trabajo desempeñado como compositores y productores, los destinatarios del premio Ivor Novello a la Mejor canción pop internacional del año 2003, BMI y ASCAP por compositores del año 2004, así también como 2 veces ganadores del Juno de Canadá por canción Pop del Año y Álbum del Año en 2003.

## Producción y composición discográfica
- "Humanoid" - Tokio Hotel
- "What's Left of Me" - Nick Lachey
- "Life Is A Rollercoaster" - Ronan Keating (producción en la pista "Thank God I Kissed You")
- "Turn It On" - Ronan Keating (producción en la pista "Back In The Day")
- "Now Or Never" - Nick Carter (producción en la pista "Who Needs The World")
- "My Kind of Christmas" - Christina Aguilera (producción en la pista "This Year")
- "Myra" - Myra
- "So Yesterday" - Hilary Duff
- "Where Did I Go Right?" - Hilary Duff
- "The Math" - Hilary Duff
- "Complicated" - Avril Lavigne (Escrita con Avril Lavigne)
- "Sk8er Boi" - Avril Lavigne (Escrita con Avril Lavigne)
- "I'm with You" - Avril Lavigne (Escrita con Avril Lavigne)
- "Anything But Ordinary" - Avril Lavigne (Escrita con Avril Lavigne)
- "Things I'll Never Say" - Avril Lavigne (Escrita con Avril Lavigne)
- "Me against the music" - Britney Spears
- "Shadow" - Britney Spears
- "Don't Bother" - Shakira
- "How Do You Do" - Shakira
- "Only You" - Josh Kelley
- "The Remedy (I Won't Worry)" - Jason Mraz
- "5 Years from Now" - Mercury4
- "Why Can't I?" - Liz Phair
- "Welcome" - Heather Nova
- "It's About Time" - Lillix
- "Extraordinary" - Liz Phair
- "Soundtrack of Your Life" - Ashley Parker Angel
- "See You On The Other Side" - Korn (producción íntegra del álbum)
- "Untitled" - Korn (producción íntegra del álbum)
- Overturn - Foe
- A Present for Everyone - Busted
- Welcome to Loserville - Son Of Dork
- "Sound Soldier" - Skye Sweetnam
- "Bang" - Lindsay Pagano
- "Speakerboxxx/The Love Below" (algunas pistas del álbum) - Outkast
- "Life" - Ricky Martin (producción en la pista "This Is Good")
- "About You Now - Miranda Cosgrove
- "Sparks Fly" - Miranda Cosgrove (producción en la pista "Adored")
- "Young Foolish Happy" - Pixie Lott (producción en la pista "I Throw My Hands Up")
- "Hold On 'til the Night" - Greyson Chance (producción en las pistas "Hold On Til The Night" y "Take A Look At Me Now")
- "Vicci" - Vicci Martinez (producción en las pistas "I Can Love" y "Not Washing You Off Of Me")
- "Obsession (I Love You)" - Amiel Daemion (coescrita solamente)